# Келемен
Келемен је насељено место у саставу општине Јалжабет у Вараждинској жупанији, Хрватска. До територијалне реорганизације у Хрватској налазио се у саставу старе општине Вараждин.

## Становништво
На попису становништва 2011. године, Келемен је имао 584 становника.

## Попис1991.
На попису становништва 1991. године, насељено место Келемен је имало 576 становника, следећег националног састава:
| Попис 1991.‍  | Попис 1991.‍  | Попис 1991.‍ | Попис 1991.‍ | Попис 1991.‍ |
| ------------ | ------------ | ----------- | ----------- | ----------- |
|              |              |             |             |             |
| Хрвати       | Хрвати       |             | 574         | 99,65%      |
| неопредељени | неопредељени |             | 1           | 0,17%       |
| регион. опр. | регион. опр. |             | 1           | 0,17%       |
| укупно: 576  |              |             |             |             |